# Tomaszowice
Pour l’article homonyme, voir Tomaszowice (Petite-Pologne).
Tomaszowice (prononciation : [tɔmaʂɔˈvit͡sɛ]) est un village polonais de la gmina de Jastków dans le powiat de Lublin de la voïvodie de Lublin dans l'est de la Pologne.
Il se situe à environ 8 kilomètres au sud-ouest de Jastków (siège de la gmina) et 15 kilomètres à l'ouest de Lublin (siège du powiat et capitale de la voïvodie).

## Histoire
Le village était anciennement nommé Thomaszenicze.
De 1975 à 1998, le village est attaché administrativement à l'ancienne Voïvodie de Lublin.

Depuis 1999, il fait partie de la nouvelle voïvodie de Lublin.